# Dakodonu
Dakodonu war der zweite König von Dahomey, einem Königreich im heutigen Benin. Er herrschte von 1620 bis 1645.
Nach den überlieferten alten Geschichten Abomeys stürzte Dakodonu seinen Bruder, den vorherigen König Gangnihessou, während dieser auf einer Reise durch sein Reich war.
Dakodonu wird als brutaler und gewalttätiger Mann geschildert. Seine Symbole waren ein indigofarbenes Glas (ein Verweis auf die Ermordung eines Indigobauern namens Donu, dessen Namen er an seinen ursprünglichen Namen „Dako“ anhängte), eine Zunderbox und eine Kriegskeule.
Bevor er starb, ernannte Dakodonu seinen Neffen Aho Houegbadja als Nachfolger.